# Pärlskvätta
Pärlskvätta (Heteroxenicus stellatus) är en bergslevande asiatisk tätting som numera placeras i familjen flugsnappare.

## Utseende och läten
Pärlskvättan är en liten (12–13 cm) och mörk fågel med långa ben och smal stjärt. Den är kastanjebrun ovan och marmorerat skiffergrå undersida med små stjärnliknande fläckar på buk och flanker. Ungfågeln är streckat rödbrun på ovansidan och bröstet. Sången är en serie mycket ljusa och genomträngande som ökar i både tempo och volym.

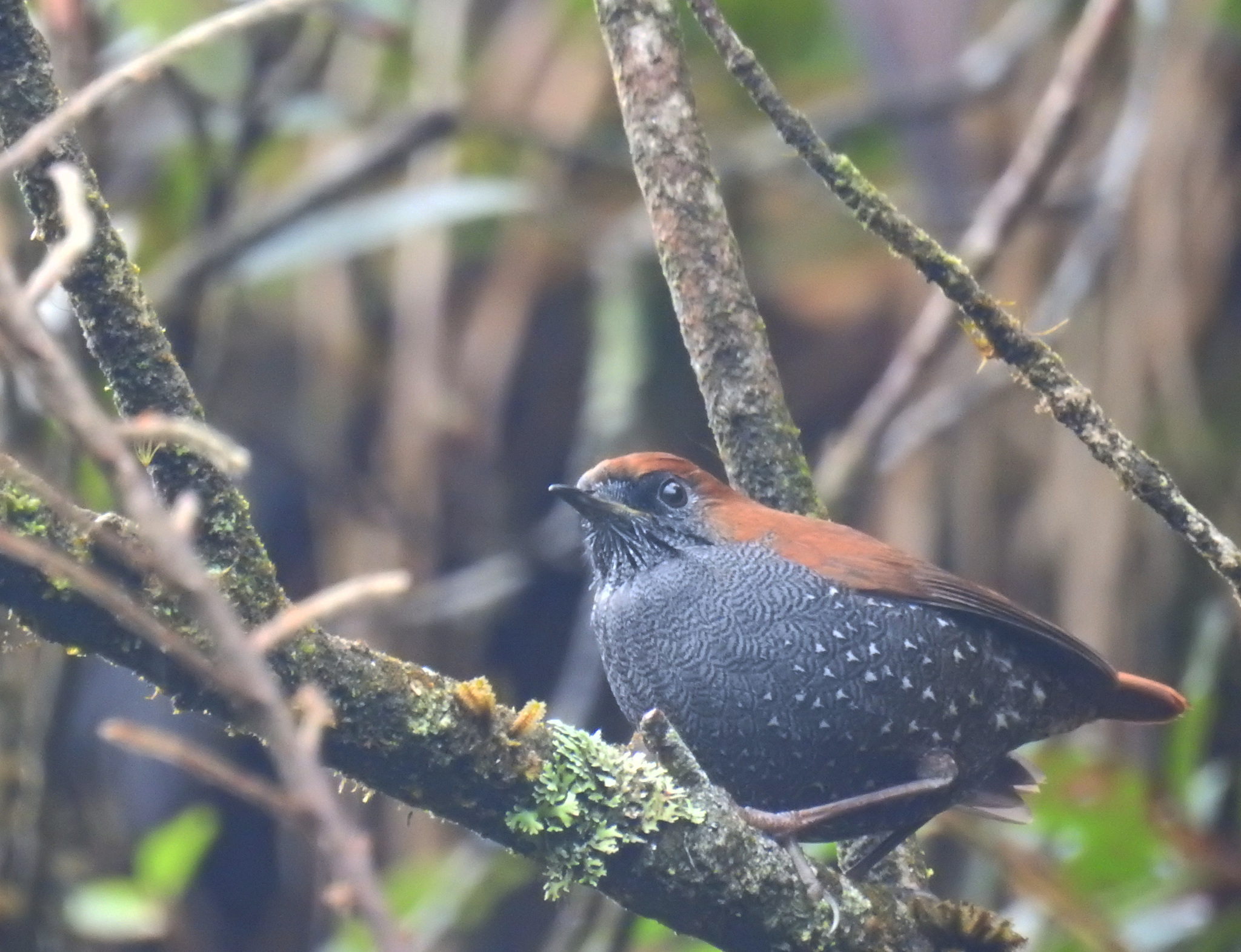

## Utbredning och systematik
Pärlskvättan delas in i två underarter med följande utbredning:
- Heteroxenicus stellatus stellatus – förekommer i Himalaya (Nepal till Bhutan, sydöstra Tibet, sydvästra Kina och nordöstra Myanmar)
- Heteroxenicus stellatus fuscus – förekommer i bergsområden i norra Vietnam (nordvästra Tonkin)

### Släktestillhörighet
Tidigare placerades arten i släktet Brachypteryx. Genetiska studier visar dock att den utgör en egen utvecklingslinje.

### Familjetillhörighet
Pärlskvättan ansågs fram tills nyligen liksom bland andra stenskvättor, rödstjärtar och buskskvättor vara små trastar. DNA-studier visar dock att de är marklevande flugsnappare (Muscicapidae) och förs därför numera till den familjen.

## Levnadssätt
Pärlskvättan häckar i mycket höglänt miljö, i Himalaya över 3300 meters höjd i blockrika marker över trädgränsen, ofta långt från växtlighet. Vintertid ses den på lägre nivåer i raviner i rhododendron- och barrskogar, bambu och städsegrön skog nära vattendrag på mellan 1800 och 2450 meters höjd. Den håller mest till på marken på jakt efter insekter och frön. Fågeln rapporteras häcka mellan maj och juli, i övrigt är dess häckningsbiologi okänd.

## Status och hot
Arten har ett stort utbredningsområde och en stor population med stabil utveckling och tros inte vara utsatt för något substantiellt hot. Utifrån dessa kriterier kategoriserar internationella naturvårdsunionen IUCN arten som livskraftig (LC). Världspopulationen har inte uppskattats men den beskrivs dock som fåtalig och lokalt förekommande, i Kina sällsynt.